# حرباص
حرباص أو هرباس أو هايرباس هو ملك نوميديا، وقد خلع أخاه هيمبسال الثاني وأصبح ملك نوميديا، يعتبر هرباس آخر ملوك نوميديا الموحدة.

## نسبه
- حرباص بن غودا بن مستنابعل بن ماسينيسا بن غايا بن زيلالسان بن أيليماس بن نيبتاسن بن أيليماس الأول بن زيلالسان الأول بن زيلالسان الأكبر
- حرباص بن غودا بن مستنابعل بن ماسينيسا بن غايا بن زيلالسان بن أيليماس بن يارباس
- حرباص بن غودا بن منستنابعل بن ماسينيسا بن غولة بن نارفاس[1]

## وصوله إلى الحكم
بعد وفاة الملك غودا خلفه ابنه هيمبسال الثاني لاكن طرده من الحكم حرباص وأصبح هو حاكم نوميديا أعوام 88 - 81 قبل الميلاد.

## خلعه
في سنة 81 قبل الميلاد غزا الجنرال الروماني بومبيوس
نوميديا في حملة دامة أربعين يوميا وخلع حرباص وأعاد أخاه هيمبسال الثاني إلى الحكم الذي أصبح ملك شرق نوميديا أما ابن أخيه ماسينيسا الثاني غرب نوميديا

## العملة
تم نسب العديد من أنواع العملات مبدئيًا إلى حرباص. وهي تفتقر إلى الأساطير ويعتمد إسنادها إلى حد كبير على عدم وجود عملات معدنية أخرى معروفة. يعزى حرباص. تحتوي هذه العملات، إذا كانت تنتمي إلى عهد حرباص، على أقدم الأمثلة على التجسيد من نوميديا. يُظهر الوجه المكون من ثلاثة رجلًا ملتحيًا طويل الشعر يواجه اليمين ورجلًا طويل الشعر بلا لحية يرتدي فروة رأس الفيل ويواجه الجانب الأيمن. تم التقاط هذه الصورة الأخيرة لتكون تجسيدًا لإفريقيا. العملة الأخرى تصور حصانًا ملجمًا على ظهره.